# Busoler
Busoler je prigradsko naselje i jedan od mjesnih odbora Grada Pule. Mjesni odbor Busoler obuhvaća područja prigradskih naselja Busoler, Škatari, Šikići, Valmade, Monteserpo-Komunal, Kaiserwald i Valtursko polje smješteno na površini od 11.070.417 m2 na kojem živi 2.376 stanovnika. Gustoća naseljenosti iznosi 214,6 st./km2.
Na Busoleru se nalazi park šuma "Busoler" površine 22,5 ha. Park šumom proglašena je 1996. godine. Šuma predstavlja sađenu sastojinu alepskog bora (Pinus halepensis Mill.), brucijskog bora (Pinus brutia Ten.) i crnog bora (Pinus nigra Arnold.), starosti 90 godina, veće pejzažne vrijednosti. Sastojina je dobrog uzrasta i vitalnosti, potpuno gustog do gustog sklopa krošnje. Uz navedene vrste borova pojavljuje se crnika, medunac i pojedinačna stabla čempresa.
Unutar područja zaštite nisu dozvoljene radnje koje mogu narušiti integritet zaštićenog objekta, posebno:
- komercijalne djelatnosti koje mogu bitno mijenjati pedološke, mikroklimatske, hidrološke i druge uvjete
- unošenje biljnih ili životinjskih vrsta u područje
- agrotehnički zahvati
- odvijanje kolnog prometa